# Master Hamsters
Master Hamsters (はたらキッズ マイハム組, Hatara Kizzu Maihamu Gumi), és una sèrie d'animació japonesa dirigida principalment a un públic infantil. La sèrie, protagonitzada per un grup d'hàmsters que realitzen diferents oficis per resoldre els problemes dels habitants de la ciutat de Hoshihama, fou produïda per l'estudi Toei Animation i es va emetre originalment des del 7 d'octubre de 2007 fins al 28 de setembre de 2008. El seu director va ser Tetsuo Imazawaa i va ser emesa per la cadena de televisió TV Asahi. La sèrie té 50 episodis d'uns 25 minuts cadascun. El seu opening es va titular «Hatarakids My Ham Gumi» (はたらキッズ マイハム組) i el seu ending Nare Nare My Meister! (なーれ なーれ マイ マイスター！). La sèrie va tenir un únic opening i ending per als 50 capítols.
A Catalunya la sèrie va arribar doblada a la nostra llengua el 17 de desembre de 2011. Els 50 capítols van ser emesos pel Canal Super3.

## Argument
En Gaudi és un hàmster expert en treballar la fusta que arriba a Hoshihama, la Ciutat dels Mestres, amb el seu amo Kaito. Hi va amb la intenció d'aconseguir el títol de Mestre, la categoria més alta a què pot aspirar un professional, i el gran somni de tots els hàmsters. Allà fa un munt d'amics com la Sylvie, la Jean, l'Alec i l'Steve amb els que viu grans aventures. Quan els humans es troben en una situació que no saben resoldre, apareixen els Mestres Hàmsters per ajudar-los amb les seves habilitats, que van des de ser bombers a la cuina o la fusteria. Si els humans descobrissin la seva existència, els farien la vida impossible, per això diuen que hi ha un heroi invisible que arregla els problemes de la ciutat.

## Personatges
- Gaudi: Mestre Fuster d'una estrella i arquitecte genial, es caracteritza per la seva velocitat i per la rapidesa a l'hora d'enllestir les feines. Això fa que de vegades prengui decisions sense rumiar-s'ho gaire i es fiqui en més d'un embolic. Apassionat i optimista de mena, l'hàmster d'en Kaito, a qui considera com un germà gran, també té un gran sentit de la justícia. El seu somni és arribar a ser com el mestre superior i com el seu pare, el misteriós Garnier, un Gran Mestre.
- Sylvie: Mestra Pastissera de tres estrelles i amb més de 1.000 receptes al cap, la Sylvie és l'ídol dels Master Hamsters. Bufona i molt intel·ligent, té uns ulls i una veueta que són per enamorar-se'n. De fet, quan et mira als ulls i et diu "Si'l vous plaît" amb aquella carona, és impossible negar-te a fer el que et demana. I encara menys si t'acabes de menjar un dels seus pastissos casolans. Estan per llepar-se'n els dits! És l'hàmster de la Mizuki i són molt amigues.
- Alec: Mestre Bomber de l'estrella ardent, l'Alec és el forçut de la colla i la peça clau de la patrulla de rescat. Valent i molt decidit, no dubta mai a entrar en acció, sobretot si hi ha algú que està en perill. També cal dir que és de molt bona pasta i sempre acaba traient en Gaudi i la Sylvie de tots els embolics. Viu a casa del Mestre amb la seva dona, un personatge misteriós que no ha vist mai ningú i que diuen que li fa fer tot el que vol. El parc de bombers és com la seva segona llar i sovint comparteix el dinar amb el sergent.
- Jean: Mestra Metge de l'estrella lluent, la Jean, a més d'entendre un munt d'idiomes, és un geni de la informàtica. Has de veure les acrobàcies que fa amb el ratolí! Té un cervell privilegiat i una gran visió per analitzar tota mena de situacions, però també és la més romàntica de tots els hàmsters. La seva mestressa és la Marina, la noia més guapa de l'escola. També es pot dir que és la mà dreta del Mestre Superior i sovint ajuda altres hàmsters a convertir-se en mestres.
- Steve: Mestre Pilot de l'estrella fugaç, l'Steve domina tota mena de cotxes teledirigits com si fos un campió de la Fórmula 1. És l'hàmster d'en Daisuke, un apassionat dels aparells teledirigits amb un pare multimilionari. En té una col·lecció que l'Steve controla a la perfecció: avions, helicòpters, velers... Reservat, guapot i amb un punt de fanfarró, sovint se les té amb en Gaudi per la seva manera de fer. Segons el Mestre Fuster, una mica massa espectacular.
- Mestre: El Mestre Superior dels hàmsters treballadors és l'encarregat de donar els títols de mestre i d'avaluar els incidents que passen a la ciutat per decidir si accepten la missió. Viu al magatzem que hi ha darrere de la casa d'un senyor jubilat, on el pare d'en Gaudi hi va construir el Palau del Gira-sol, seu central dels Master Hamsters. Ningú coneix la relació entre el Mestre Superior i el seu propietari, però n'hi ha que diuen que són la mateixa persona. És un hàmster sorprenent, un gran savi, però també molt de la broma.

## Doblatge
| Personatge | Seiyū ·          | Actors de doblatge · |
| ---------- | ---------------- | -------------------- |
| Gaudi      | Masako Nozawa    | Mònica Padrós        |
| Sylvie     | Chiemi Chiba     | Ana Maria Camps      |
| Steve      | Akira Nagata     | Marcel Navarro       |
| Gene       | Yuka Komatsu     | Teresa Soler         |
| Alec       | Zennosuke Fukkin | Carles Lladó         |
| Mestre     | Fûrin Cha        | Francesc Belda       |
| Mizuki     | Ai Maeda         | Núria Trifol         |
| Kaito      | Masami Suzuki    | Elisabet Bargalló    |
| Marina     | Taeko Kawata     | Marta Covas          |
| Daiki      | Taiten Kusunoki  | Antoni Forteza       |
| Satsuki    | Niina Kumagaya   | Glòria González      |
| Shibusawa  |                  | Meritxell Mauri      |

- Estudi de doblatge d'Espanya: Audioclip S.A., Barcelona. Director Joan Pera[3]